# Go 244 (航空機)
ゴータ Go 244
- 用途：輸送機
- 分類：モーターグライダー
- 製造者：ゴータ
- 運用者：ドイツ国防軍空軍
- 初飛行：1941年
- 生産数：174機[1]

ゴータ Go 244（Gotha Go 244）は、第二次世界大戦時にドイツのゴータ社が開発した双発レシプロ輸送機である。侵攻・輸送用グライダーであるGo 242を動力化したモーターグライダーで、試作機はGo 242を改造する形で1941年に初飛行した。Go242からの改造機と新造機合わせて約170機が製造されたが、搭載したフランス製のノーム・ローヌ 14M星形エンジンが非力だったため実戦部隊からの評判が悪く、1942年の末には前線から引き上げられてしまった。

## 概要
Go 242を動力化する検討はこの機種の開発初期段階から行われていた。初期の計画の一つには、Go 242の機首にアルグス As 10を取り外し可能な形で装着する、というプランも考えられていた。
1940年のフランス侵攻の結果としてノーム・ローヌ 14M星形エンジンを大量に鹵獲した事で、このエンジンの活用方法が模索され、Go 242に搭載する計画が進められることになった。Go 242を改造して最初に製作されたGo 244の3機の試作機は、それぞれBMW 132、ノーム・ローヌ14M、シュベツォフ M-25を搭載しており、評価試験の結果ノーム・ローヌ搭載型が量産される事となった。133機が既存のGo 242から改造され、さらに41機がGo 244として新造された。しかしGo 244の性能については批判的な意見も多く、エアハルト・ミルヒ元帥は、Go244は航続距離（作戦距離）が短く作戦運用上の制約が多いと批判していた。空軍はその後、Go 244の製造を終了し生産ラインをGo 242のものに戻す決定をした。

## スペック
- 乗員：1、2名
- 積載量：兵員 23名まで
- 全長： 15.80 m
- 全幅： 24.50 m
- 全高： 4.60 m
- 翼面積：64.4 m2
- 空虚重量： 5,225 kg
- 最大離陸重量： 7,800 kg
- エンジン： ノーム・ローン 14M 空冷 700 hp × 2
- 最大速度： 290 km/h
- 武装
  - MG 15 機関銃 × 4